# József Jolán
József Jolán, 1919 és 1928 között Lippe Lucie (Budapest, 1899. január 16. – Budapest, Ferencváros, 1950. június 25.) író, József Attila és József Etelka nővére.

## Élete
József Áron és Pőcze Borbála harmadik gyermekeként látta meg a napvilágot Budapesten (A hat gyerek közül három nem érte meg a felnőttkort).  A  lánygyerekek anyjuk vallását kapták, ezért reformátusnak keresztelték meg. Tizenöt évesen, 1914. augusztus 22-én Budapesten, a Ferencvárosban házasságot kötött Pászti Elemér olimpiai ezüstérmes tornásszal, aki a családot is magához vette. Tőle egy gyermeke született, Gábor, aki nyolc hónaposan diftériában elhunyt. Pászti Elemérrel kötött házassága 1918. április 29-én felbontatott.  Édesanyja halálától, 1919-től éveken át nevelte öccsét, Attilát.
Második házasságát Makai Ödön ügyvéddel kötötte, aki Lippe Lucie álnéven vette feleségül Budapesten, a Terézvárosban, 1919. április 28-án.
1922-ben Győrbe utazott, hogy megpróbálkozzon a színészmesterséggel, ám nem járt sikerrel. 1924. június 11-én levelet írt Juhász Gyulának, öccse felfedezőjének: „…szomorúnak lenni tud az ember egymagában is, de örülni csak egy másvalakivel lehet együtt. És néha olyan jól esne az öröm. Nem lehet tudni, hogy milyen semmiségek kellenek ahhoz, hogy fölboruljon az emberben minden, hogy a nyugalmát, egész valóját ne találja meg többé. [...] Ki tudja, honnan és mikor jön egy segítő kéz, ami visszavezeti régi útjára.” Erre azonban nem kapott választ. Valachi Anna irodalomtörténész szerint a Régi költő és a Stanzák című Juhász-versek adtak költői választ Jolán levelére.
1928-ban elvált, majd 1928. szeptember 22-én immár a valódi nevén újra házasságot kötött Makai Ödönnel, szintén a Terézvárosban. Ezt követően Hódmezővásárhelyre költöztek. Házasságuk alig több mint egy hónappal később újra válással végződött, melyet még ugyanabban az évben újabb házasság követett, majd két év múlva újabb válás. Ezt követően Makai Endre Jolán húgával, Etelkával között házasságot 1931-ben.
Később Bányai László újság- és dalszövegíróhoz ment férjhez, negyedik házasságát Gerhauser Albert magyar-német szakos tanárral kötötte, ami szintén válással végződött.
Számos elbeszélést és tárcát írt, dolgozott a Híd és Az Est című lapnál. 1945 után mint újságíró tevékenykedett. Jelentek meg cikkei a Független Magyarországban, a Kis Újságban, 1947 nyarától a Magyar Nap című bulvárlapnak lett a munkatársa.
Irodalmi munkássága nagy segítséget nyújtott öccse életének feltárásához.

## Munkái
- József Attila élete (Bp., 1940)
- A város peremén (József Attila ifjúkori életregénye, Bp., 1950)